# Mamut africà
El mamut africà és una de les espècies més antigues de mamut. Aparegué per primer cop fa aproximadament 4,8 milions d'anys durant el Pliocè i se n'han trobat fòssils a Txad, Líbia, el Marroc i Tunísia. El seu nom científic, Mammuthus africanavus, significa "mamut avantpassat africà".